# جيف جودوين
جيف جودوين (بالإنجليزية: Jeff Godwin)‏ هو كاتب بريطاني، ولد في القرن العشرين.